# Kręgi zbożowe

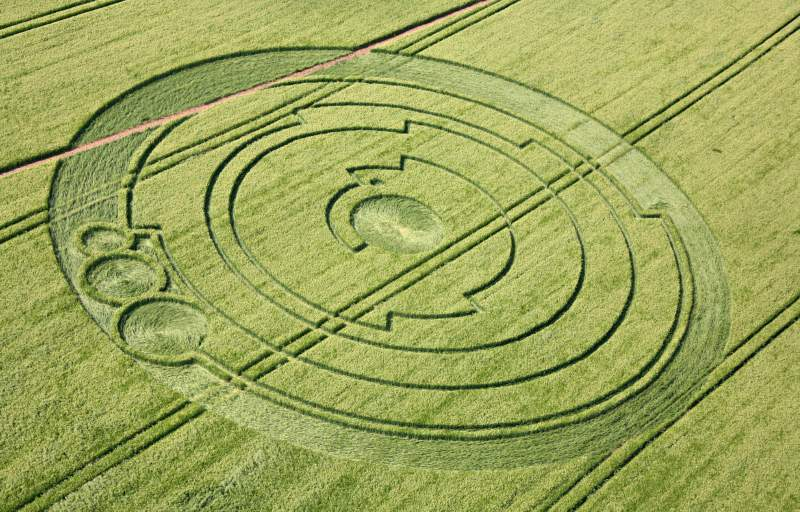
Kręgi zbożowe

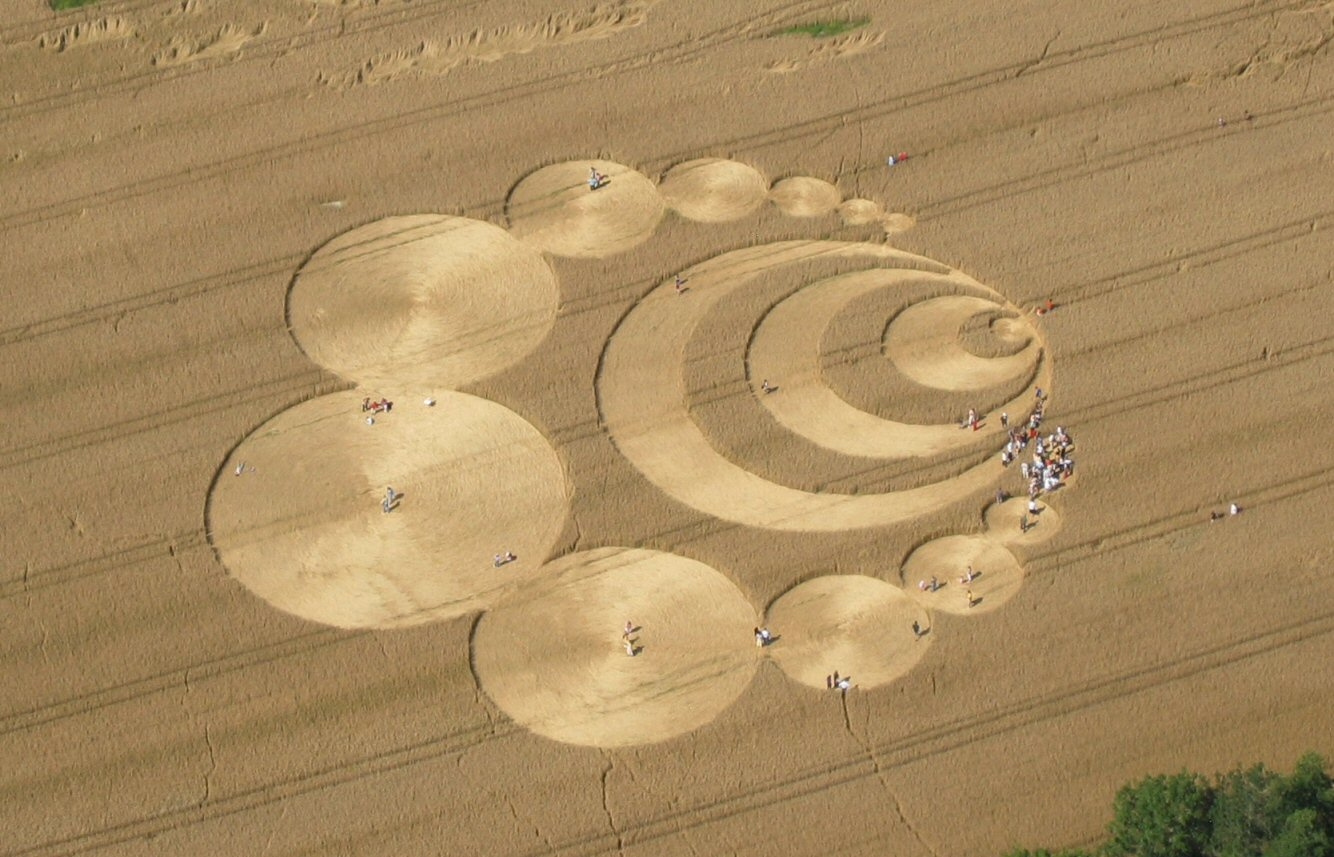
Kręgi zbożowe

Kręgi w zbożu (kręgi zbożowe) – widoczne z lotu ptaka regularne formy geometryczne uzyskane przez selektywne wycięcie lub zgniecenie roślinności na polach uprawnych.
Najwięcej kręgów zbożowych zaobserwowano w Wielkiej Brytanii, w Polsce zaś w okolicach wsi Wylatowo w województwie kujawsko-pomorskim. W lipcu 2019 kręgi pojawiły się we wsi Wólka Orchowska w województwie wielkopolskim.
Dla wielu przypadków nazwa „kręgi zbożowe” (ang. crop circles, niem. Kornkreise) nie jest adekwatna do kształtu wygnieceń. W mediach przewijały się rozmaite określenia: piktogramy, agroznaki, agrosymbole czy agroformacje. W języku polskim brakowało odpowiedniego słowa, trafnie opisującego nowe zjawisko. Środowisko badaczy uznało za stosowne, zapożyczone z języka francuskiego, określenie „agroglify” (fr. agroglyphe).

## Pierwsze obserwacje

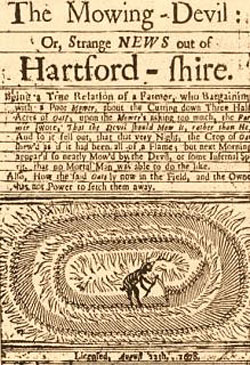
Angielska broszura z 1678 r. (Mowing-Devil)

Wczesne doniesienia o tym fenomenie sięgają rzekomo roku tysięcznego. Nazywany miał być wilijnymi kołami lub pędzącym szatanem. Były to wydeptane w zbożu lub trawie kręgi, które uznawano za efekt nocnych tańców boginek. Szczególnie popularny stał się po okresie „epidemii” powstawania kręgów zbożowych w Walii i południowej Anglii pod koniec lat 70. XX w. Najczęściej pojawiają się w okolicach Stonehenge lub Soberhill, choć spotykane są też w Niemczech, Kanadzie, USA, a nawet w Polsce i innych krajach.

## Powstawanie kręgów
Mniej więcej 10 lat po brytyjskiej „epidemii” dwie osoby (Doug Bower i Dave Chorley) ogłosiły publicznie, że większość z kręgów, które rozpoczęły tę modę, było ich dziełem. Wyjaśnili oni dokładnie, jak tworzyli te kręgi, zaprezentowali proste przyrządy, przy pomocy których je wykonywali oraz wykonali kilka z nich na zamówienie. Twierdzili oni, że pierwszy z kręgów wykonali dla zabawy, a później kontynuowali ich tworzenie rozbawieni popularnością medialną, jaką osiągnęło ich pierwsze dzieło. Twierdzili również, że znają przypadki rolników, którzy tworzyli tego rodzaju kręgi, aby zarobić na turystach i zdobyć rozgłos. Ich wyznanie jest jednak kwestionowane przez zwolenników UFO.
Po ujawnieniu działalności Bowera i Chorleya John Lundberg założył organizację Circlemakers.org, w ramach której wraz z grupą przyjaciół rozwinął techniki tworzenia kręgów – dowodząc, że można bez większych trudności w 2–3 osoby wykonać zupełnie dowolne kręgi, również te, które zdaniem zwolenników poglądów ufologicznych nie mogły powstać naturalnie. Jeden z najsłynniejszych zwolenników „teorii” ufologicznych (G. Terence Meaden) został przez Circlemakers.org ośmieszony poprzez wykonanie kręgu przez członków tej organizacji, a następnie sfilmowanie sposobu prowadzenia badań, które udowodniły ze „100% pewnością”, że nie mógł ich stworzyć człowiek. Podobne operacje przeprowadzono jeszcze kilkakrotnie – co się stało nawet rodzajem „sportu” uprawianego przez członków tej organizacji.
Tworzenie kręgów w zbożu stało się też rodzajem sztuki. W nocy z 11 na 12 lipca 1992 Fundacja Artura Koestlera zorganizowała w Berkshire w Anglii konkurs tworzenia kręgów z pulą nagród w wysokości kilkunastu tysięcy funtów. Na świecie istnieje obecnie kilkanaście grup, które tworzą kręgi bądź jako dzieła sztuki, bądź w celach czysto komercyjnych, na zamówienia indywidualne.
25 sierpnia 2002 ukazał się w „Scientific American” artykuł Matta Ridleya, który zaczął się dla zabawy zajmować tworzeniem kręgów w Teksasie w 1991 r., jeszcze przed ujawnieniem się Bowera i Chorleya. Opisał on dokładnie metody ich tworzenia (nieco inne niż te wymyślone przez Bowera i Chorleya) oraz to, jak wprowadził w błąd ufologów z „Wall Street Journal”, którzy uznali je za „niemożliwe do stworzenia ręką człowieka”.

## UFO
Najprostszym wyjaśnieniem istnienia kręgów jest celowe działanie ludzi, a możliwość stworzenia takich wzorów za pomocą prostych narzędzi w krótkim czasie została wielokrotnie dowiedziona. Jednak istnieją alternatywne hipotezy, jak na przykład to, że kręgi powstają na skutek lądowania lub oddziaływania niezidentyfikowanego obiektu latającego (UFO).
Według zwolenników teorii, jakoby twórcami kręgów byli przedstawiciele obcych cywilizacji, wiele przypadków kręgów nie mogło zostać stworzone przez człowieka. M.in. w niektórych (zwłaszcza tych pierwszych) kręgach nie było śladu po wbitym kijku, który miał posłużyć do „podrobienia” takiego kręgu. Ponadto kłosy były przygniecione, ale nie złamane i nadal rosły, tyle że w poziomie, a w pobliżu nie było śladów ani człowieka, ani pojazdów. Kręgi te były też idealnie okrągłe, z dokładnością co do 0,5 cm.
Metodzie liny i kijka może zaprzeczyć też inny przypadek. We wsi Kimpton znaleziono owalny krąg o wymiarach 10,2 m × 8,9 m. Po zewnętrznej stronie owalu źdźbła wygięte zostały na zewnątrz, a w samym środku – do wewnątrz. Zarówno owalny kształt jak i kierunek wygięcia zboża świadczy, że konwencjonalne metody nie mogły być użyte.
Niekiedy świadkowie zapewniali, że widzieli powstawanie takich kręgów. Opisywali, że kłosy same kładły się i wyginały, oraz że nad nimi latały niezidentyfikowane obiekty.

## Film
W filmie Znaki (2002)  kosmici zostawiali ślad swojej obecności w postaci kręgów na polach kukurydzy, była to ich mapa.